# 赵坤
赵坤（1928年11月—），江苏丰县人，中国人民解放军将领、中国人民解放军中将。
1988年9月，授予中国人民解放军中将，曾任云南省军区政治委员。